# Small Forward
Small Forward (SF) er en af de fem positioner på et basketballhold, og kaldes også "3"-positionen. SF er en af de mest alsidige positioner og spillere på denne plads er typisk lidt kortere, hurtigere og slankere end Power Forward- og Center-spillere, selv om de undertiden er lige så høje. I verdens stærkeste basketballliga NBA er de normalt mellem 1m95 og 2m10 høje.

## Rolle på holdet
SF skal typisk kunne tage rebounds, løbe fastbreak, tage bolden til kurven en-mod-en og skyde på de fleste distancer.

## Kendte Small Forward-spillere
- LeBron James
- Carmelo Anthony
- Paul Pierce
- Larry Bird
- Scottie Pippen
- Vince Carter
- Bruce Bowen
- Hedo Türkoğlu
- Christian Drejer
- Kevin Durant